# Teigne (insecte)
Pour les articles homonymes, voir Teigne.
Taxons concernés
Le terme « teigne » désigne de nombreuses espèces de papillons de l'ordre des lépidoptères classées dans des familles et des genres différents. Les chenilles creusent des galeries le plus souvent dans les feuilles, les bourgeons et les fleurs, parfois dans les fruits, les racines ou les tubercules, de nombreuses espèces de plantes cultivées, causant des pertes économiques importantes. Certaines espèces s'attaquent aux denrées alimentaires : farine, cacao, graines, fruits secs... On les appelle parfois aussi des mites.

## Noms français et noms scientifiques correspondants
Liste alphabétique de noms vulgaires ou de noms vernaculaires attestés en français.

Note : certaines espèces ont plusieurs noms et figurent donc plusieurs fois dans cette liste. Les classifications évoluant encore, certains noms scientifiques ont peut-être un autre synonyme valide.
- Fausse teigne de la cire ou Fausse-teigne de la cire - Galleria mellonella[2]
- Fausse-teigne des ruches - voir Fausse teigne de la cire[3]
- Grande fausse-teigne - voir Fausse teigne de la cire[4]
- Grande teigne du fusain - Yponomeuta cagnagella[3]
- Petite fausse-teigne des ruches - Achroia grisella[3]
- Teigne commune des vêtements - voir Teigne des vêtements[3]
- Teigne des abeilles - voir Fausse teigne de la cire[4]
- Teigne des arbres fruitiers[réf. souhaitée]
- Teigne de l'artichaut - Agonopterix subpropinquella[5]
- Teigne de l'azalée - Caloptilia azaleella[6]
- Teigne du bananier - Opogona sacchari[7]
- Teigne de la betterave - Scrobipalpa ocellatella (synonyme Phthorimaea ocellatella)[2],[4]
- Teigne des blés - voir Teigne des céréales[3]
- Teigne des bourgeons du pommier - Recurvaria leucatella[8]
- Teigne du cacao - Ephestia elutella[9]
- Teigne de la carotte - Depressaria daucella[10]
- Teigne des céréales - Sitotroga cerealella[3]
- Teigne du cerisier - Argyresthia ephippella[4]
- Teigne de la cire - voir Fausse teigne de la cire[3]
- Teigne des citrus - Prays citri[11]
- Teigne de la colle - Endrosis sarcitrella (synonyme Tinea sarcitrella)[3]
- Teigne du colza - Plutella maculipennis[3]
- Teigne du cotonnier - Aletia argillacea[4]
- Teigne des crucifères - Plutella xylostella[12]
- Teigne déprimée - Tischeria complanella[3]
- Teigne de la farine ou Teigne des farines - Ephestia kuehniella[3]
- Teigne des fleurs du cerisier - Argyresthia ephippella[4] et Argyresthia pruniella[13]
- Teigne des fleurs d'oranger - Prays citri[4]
- Teigne des fleurs du pommier - Argyresthia cornella[4]
- Teigne des fourrures - Tinea pellionella[3]
- Teigne du framboisier - Incurvaria rubiella[4]
- Teigne du frêne - Prays fraxinella[2]
- Teigne fripière - voir Teigne de la colle[3]
- Teigne des fruits secs - Plodia interpunctella[14]
- Teigne du fusain - Yponomeuta evonymella[3],[4]
- Teigne des grains - Tinea granella[3],[2],[4]
- Teigne du groseillier - Lampronia capitella (synonyme Incurvaria capitella)[2],[4]
- Teigne du hêtre - Chimabache fagella[3]
- Teigne du liège - Nemapogon cloacellus[15]
- Teigne des lilas - Caloptilia syringella[16]
- Teigne du mirabellier[17]
- Teigne de l'olivier - Prays oleae[2]
- Teigne du pin cembro - Pinus cembra [18]
- Teigne du poireau - Acrolepiopsis assectella[2],[4]
- Teigne des pommes - Argyresthia conjugella[19]
- Teigne de la pomme de terre ou Teigne des pommes de terre - Phthorimaea operculella[2]
- Teigne porte-case - Tinea pellionella[2],[4]
- Teigne des pousses du mélèze[réf. souhaitée]
- Teigne du riz - Corcyra cephalonica[2]
- Teigne de la ruche - voir Fausse teigne de la cire[4]
- Teigne des semences - Hofmannophila pseudospretella[20]
- Teigne du tabac - Ephestia elutella[4]
- Teigne des tapis - Trichophaga tapetzella[2]
- Teigne tricheuse du yucca - Tegeticula corruptrix[2]
- Teigne des vêtements - Tineola bisselliella[3],[2],[4]
- Teigne du Yucca - Tegeticula yuccasella[2]